# Beautiful (Christina-Aguilera-Lied)
Beautiful ist ein von Linda Perry geschriebenes und produziertes Lied, das durch die Interpretation der amerikanischen Sängerin Christina Aguilera bekannt und deren größter Hit wurde. Es erschien auf Aguileras viertem Album Stripped (2002), aus dem es als zweite Single ausgekoppelt wurde. Die Pop-Ballade wurde ein Welterfolg und entwickelte sich nachfolgend in der LGBT-Szene zu einer Hymne der Bewegung.

## Hintergrund
Perry schrieb Beautiful lange, bevor es produziert wurde. Sie bezeichnete das Lied als sehr persönlich und wollte lange Zeit niemandem davon erzählen. Als erstes durfte Pink Beautiful während ihrer Arbeiten zum Album Missundaztood hören. Pink war so vom Lied beeindruckt, dass sie fragte, ob sie das Lied für ihr Album aufnehmen könne. Perry wollte das Lied jedoch für ihre eigene Karriere verwenden. Einige Monate später, während der Arbeit an Stripped durfte sich auch Aguilera Beautiful anhören. Perry spielte den Song auf dem Piano und Aguilera sang dazu. Danach sagte Aguilera Perry, dass sie dieses Lied für ihr Album brauche. Perry war von Aguileras Persönlichkeit und ihrem Gesang so sehr überrascht, dass sie dieser erlaubte, das Lied für ihr Album aufzunehmen.
Ursprünglich wollte Aguilera Beautiful als erste Single des Albums veröffentlichen, aber ihr Label drang darauf, erst Dirrty zu veröffentlichen. Nach dessen kommerziellen Misserfolg veröffentlichte Aguilera Beautiful als zweite Single.
Beautiful wurde in den Vereinigten Staaten am 24. Dezember 2002 im Radio und Anfang 2003 als CD-Single veröffentlicht. Am 3. März 2003 wurde Beautiful im Vereinigten Königreich als Single veröffentlicht und Ende 2003 in ganz Europa.

## Komposition
Beautiful ist eine Popmusik-Ballade mit 78 Schlägen pro Minute. Aguileras Stimmumfang reicht über zwei Oktaven von E♭3 bis zu G5. Aguilera setzt außerdem ihren Melismen-Gesang ein.

## Kritik
Beautiful wurde von Kritikern hochgelobt. Entertainment Weekly bezeichnete das Lied als Highlight des Albums Stripped. Das Stylus Magazin beschrieb das Lied als eine „typische Ballade, die sich perfekt in Aguileras Gesangskünste und -akrobatik einfügt.“ Aguilera wurde auch für den Imagewechsel von Dirrty zu Beautiful gelobt. Perry sagte in einem Interview: „Ich bin wirklich beeindruckt vom Lied. Für mich hört es sich wie ein Beatles-Lied an. Ich habe versucht ein Lied zu schreiben, mit dem sich jeder identifizieren kann.“

## Auftritte

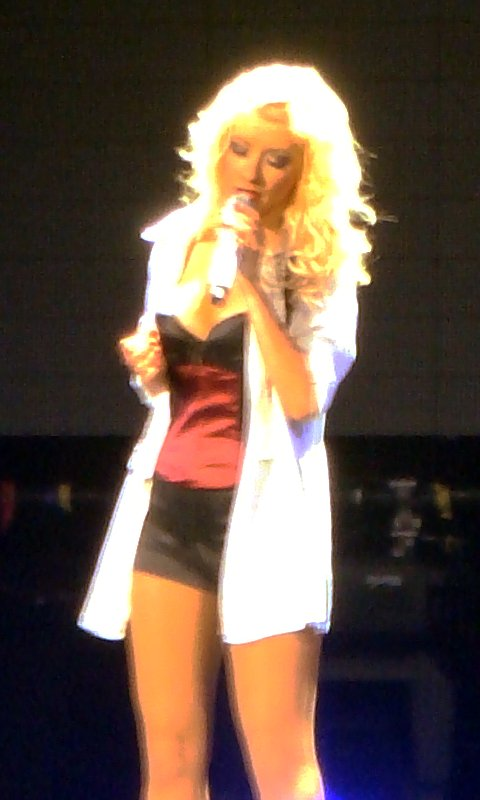
Aguilera singt Beautiful auf ihrer Back to Basics World Tour.

Im Jahr 2003 sang Aguilera das Lied in der Late Show with David Letterman (mit reduzierter Show, einfach nur auf einem Stuhl sitzend), 2004 in der Ellen DeGeneres Show, 2006 bei Good Morning America, 2008 beim CNN Heroes Tribute Telecast (hier bekam Aguilera nach dem Auftritt stehende Ovationen) und im Dezember 2010 bei der Castingshow The Voice. Außerdem sang Aguilera das Lied auf jeder ihrer Welttourneen.

## Musikvideo
Die Regie zum Musikvideo führte Jonas Åkerlund. Zum Beginn des Musikvideos singt Aguilera die Zeile „Don’t look at me“, danach singt sie das Lied alleine in einem leeren Raum. Es werden Szenen von Mädchen gezeigt, die sich selbst verletzen, ein Mädchen reißt Seiten aus einem Modemagazin raus und schmeißt diese ins Feuer. In einer Sequenz wird ein Mädchen von mehreren Jungen gemobbt. Das Musikvideo behandelt auch LGBT-Werte. Eine Szene zeigt ein schwules Paar, gespielt von Jordan Shannon und Justin Croft, sie küssen sich und ignorieren die Leute, welche auf das Paar starren.

## Kultureller Einfluss
Beautiful wurde in der LGBT-Szene zu einer Hymne. Am 5. Oktober 2010 sangen einige hundert Menschen vor dem Massachusetts State House Beautiful, damit zollten sie den Kindern Tribut, welche in den vorherigen Monaten durch Mobbing Selbstmord begangen hatten.
Das Lied war auch in der Foundation for a Better Life-Werbung zu hören.
Die britische LGBT-Organisation in Stonewall bezeichnete Beautiful als das geeignetste Lied für lesbische, schwule und bisexuelle Menschen. Paul Gambaccini sagte zum Lied: „Viele weibliche Sängerinnen aus den Staaten nahmen Anti-Hymnen gegen Mobbing, Homophobie und Frauenhass auf. Einige von denen wurden Welthits. Für uns ist Linda Perrys Lied Beautiful, bekannt gemacht durch Christina Aguilera, am wichtigsten. Das Lied ist ein Riesenerfolg, das Millionen Menschen auf aller Welt beeinflusst hat.“

## Preise
Im Jahr 2004 bekam Aguilera für Beautiful einen Grammy Award in der Kategorie Best Female Pop Vocal Performance und eine Nominierung in der Kategorie Song of the Year. Beautiful wurde eines der meistgespielten Lieder des ersten Jahrzehnt des zweiten Jahrtausends im Radio.

## Kommerzieller Erfolg
Beautiful erreichte in Deutschland Rang vier der Singlecharts und platzierte sich vier Wochen in den Top 10 sowie elf Wochen in den Top 100. Es wurde zum neunten Charthit für Aguilera in Deutschland. Sie erreichte zum fünften Mal die Top 10 der deutschen Singlecharts. Darüber hinaus platzierte sich das Lied drei Wochen an der Chartspitze der deutschen Airplaycharts. 2002 belegte Beautiful Rang 56 der deutschen Single-Jahrescharts.
In den US-amerikanischen Billboard Hot 100 erreichte das Lied Platz zwei und blieb für zwölf Wochen in den Top 10 sowie 27 Wochen in den Top 100. Das Lied wurde ein Nummer-eins-Hit im Vereinigten Königreich (4. Nummer-eins-Hit), Australien (1. Nummer-eins-Hit) und Kanada (2. Nummer-eins-Hit). In Neuseeland erreichte das Lied ebenfalls die Chartspitze und seinerzeit Platz 60 der erfolgreichsten Lieder aller Zeiten.
| ChartsChartplatzierungen       | Höchstplatzierung | Wochen |
| ------------------------------ | ----------------- | ------ |
| Deutschland (GfK)              | 4 (11 Wo.)        | 11     |
| Österreich (Ö3)                | 5 (15 Wo.)        | 15     |
| Schweiz (IFPI)                 | 7 (21 Wo.)        | 21     |
| Vereinigte Staaten (Billboard) | 2 (27 Wo.)        | 27     |
| Vereinigtes Königreich (OCC)   | 1 (14 Wo.)        | 14     |

| ChartsJahrescharts (2003)      | Platzierung |
| ------------------------------ | ----------- |
| Deutschland (GfK)              | 79          |
| Österreich (Ö3)                | 45          |
| Schweiz (IFPI)                 | 66          |
| Vereinigte Staaten (Billboard) | 16          |
| Vereinigtes Königreich (OCC)   | 23          |

### Auszeichnungen für Musikverkäufe
| Land/Region                  | Auszeichnungen für Musikverkäufe (Land/Region, Auszeichnung, Verkäufe) | Verkäufe  |
| ---------------------------- | ---------------------------------------------------------------------- | --------- |
| Australien (ARIA)            | Platin                                                                 | 70.000    |
| Dänemark (IFPI)              | Gold                                                                   | 45.000    |
| Italien (FIMI)               | Gold                                                                   | 25.000    |
| Kanada (MC)                  | 2× Platin                                                              | 160.000   |
| Neuseeland (RMNZ)            | Platin                                                                 | 15.000    |
| Spanien (Promusicae)         | Gold                                                                   | 30.000    |
| Vereinigte Staaten (RIAA)    | 2× Platin                                                              | 2.000.000 |
| Vereinigtes Königreich (BPI) | Platin                                                                 | 600.000   |
| Insgesamt                    | 3× Gold · 7× Platin ·                                                  | 2.945.000 |

Hauptartikel: Christina Aguilera/Auszeichnungen für Musikverkäufe